# 橙黄短檐苣苔
橙黄短檐苣苔（学名：Tremacron aurantiacum）为苦苣苔科短檐苣苔属下的一个种。